# Конвертоплан

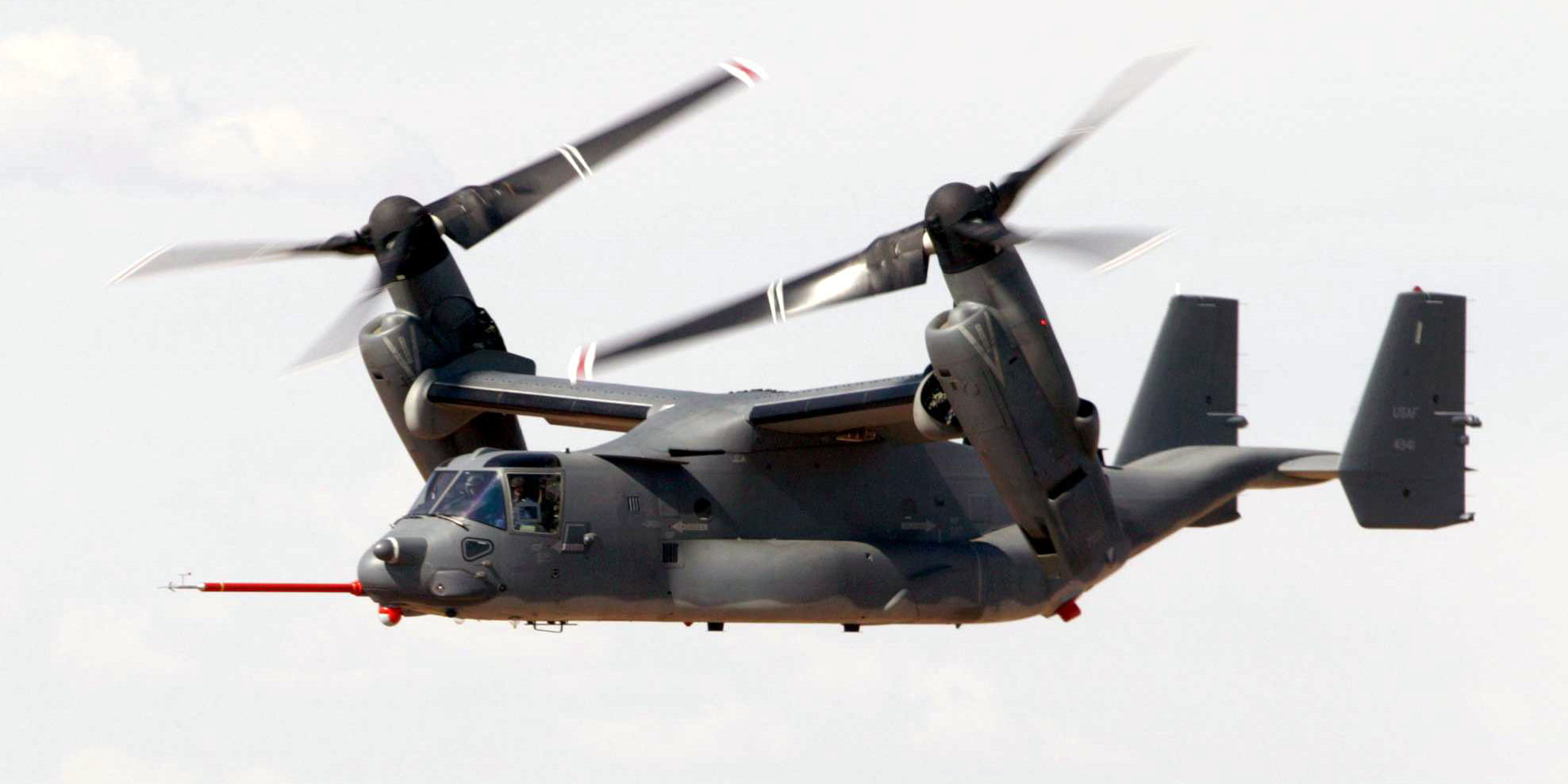
Найвідоміший конвертоплан V-22 Osprey

Конвертоплан (англ. convertiplane) — тип повітряного судна, літальний апарат з фіксованим крилом, що може виконувати вертикальний зліт/посадку і має можливість фізично повертати двигуни (зазвичай — пропелери) на 90 градусів для створення вертикальної підіймальної сили або горизонтальної тягової.
Особливість конвертоплана — це те, що його гвинти повертаються, на відміну від гвинтокрила, гвинти якого зафіксовано на кінцівках крила.

## Історія
В історії авіації конвертоплани з'являлися лише зрідка.
У 1920 році Франк Фогельзанг подав патент на конвертоплан, проте літальний апарат так і не був побудований. Між 1937 і 1939 роками британський конструктор Л.Е. Бейнс розробив проєкт свого «Геліплана» — конвертоплана з тентованим гвинтокрилом, який мав дві мотогондоли, що нахилялися на кінчиках крил і містили двигуни, несучі гвинти і основну ходову частину. Колеса не забиралися, а були частково закриті й виступали з задньої частини мотогондол під час прямого польоту. Запропоновані двигуни були незвичайної гібридної газотурбінної конструкції, в якій пропелер приводився в рух газовою турбіною, що живилася, в свою чергу, від вільнопоршневого генератора гарячого газу. Бейнсу було відмовлено в офіційній підтримці, і цей тип ніколи не був побудований. Базовий проєкт не переглядався протягом приблизно 20 років, і врешті-решт став основою успішного конвертоплану — Bell-Boeing V-22 Osprey.
У 1950-х роках концепція привернула коротку увагу в США, як передбачуване вдосконалення гелікоптерів, але експериментальні McDonnell XV-1 і Bell XV-3 так і не були запущені у виробництво.
Тільтроторний вертоліт Bell Boeing V-22 Osprey поки що є єдиним прикладом, який був запущений у виробництво. Він надійшов на озброєння збройних сил США у 2007 році. Його конструкція опосередковано походить від роботи компанії Bell над XV-3 і XV-15.

## Моделі конвертопланів
- Bell Boeing V-22 Osprey
- Bell/Agusta BA609
- Bell XV-15
- Bell XV-3
- Bell Eagle Eye
- Curtiss-Wright X-19